# یانوش ونسکی
یانوش وِنسکی (لهستانی: Janusz Łęski؛ زادهٔ ۱۲ فوریهٔ ۱۹۳۰) یک فیلم‌نامه‌نویس، و کارگردان فیلم اهل لهستان است.
از فیلم‌ها یا مجموعه‌های تلویزیونی که وی در آن‌ها نقش داشته‌است می‌توان به یانا اشاره نمود.